# 癸丑日记
《癸丑日记》，又名《西宫录》、《西宫日记》，是部以朝鲜宣祖去世后光海君血腥争夺王权为题材的朝鲜宫廷文学作品，分为上下两卷，创作于“仁祖反正”之后，现传乐善斋本，由宫女所作，作者不详。《癸丑日记》与《闲中录》和《仁显王后传》一起被称为朝鲜宫廷文学三大散文代表作:1334，也有人将其与《闲中录》称为朝鲜宫廷文学的双壁:1352。

## 主要内容
1600年（宣祖33年），懿仁王后病逝。之后，宣祖迎娶了金悌南之女（即仁穆王后）为继妃。仁穆王后在1604年为宣祖生下贞明公主，两年后生下永昌大君。但宣祖和仁穆王后婚后第六年便驾崩。光海君是宣祖后宫恭嫔金氏所生，是宣祖的第二个儿子，3岁时母亲去世，1592年被封为世子，1608年登基，是朝鲜历史上有名的昏君和暴君。:1335
宣祖去世后，仁穆王后极度悲伤，哭叫声殿阁如崩。光海君对此很厌恶。仁穆王后欲参拜宣祖陵寝，但朝廷以“古者妇训，哀庆不逾国，无远行之礼”为由予以拒绝。但她坚持“慈殿初丧拜陵，自古有旧例”，最终得以成行:1335-1336。《癸丑日记》中记述光海君被争夺王权，毒死了他的亲哥哥临海君。这与《光海君日记》中记述的守将李廷彪逼迫临海君饮毒不果，将其杀害的内容有差异:1336。
作品的核心部分是永昌大君被害和仁穆王后被软禁。永昌大君是宣祖晚年得的儿子，因此备受宣祖疼爱。宣祖甚至有废除光海君，立永昌君为世子的念头。光海君对此恨之入骨。宣祖突然去世后， 光海君采取了“消除大君，世子安平”的举措。他命人将仅8岁大的永昌君从他母亲怀中抢走，最终被害。永昌君被迫与母亲离别的催人泪下的场面是作品的高潮部分。杀死永昌大君后，光海君还将仁穆王后的父亲金悌男赐死。1618年，光海君将仁穆王后软禁与西宫（德壽宮），“筑宫墙，设保令、武士守直”，“门禁闭如铁石，侍人如胡敌”。他还对侍奉仁穆王后的内人进行严刑拷打，先后有30余人被害，最后只剩下几个宫女，“室空人稀，万籁寂静。夜幕降临，顿感恐惧”。光海君还派了几个侍女监视仁穆王后。但这些侍女都被仁穆王后感化。:1337-1340